# Великуша (приток Обноры)
Великуша — река в России, протекает по Грязовецкому району Вологодской области. Устье реки находится в 118 км по левому берегу реки Обноры. При слиянии Обноры и Великуши, первая имеет длину в три раза меньшую, чем та, что является её притоком. С этим и связывается её название. Длина реки составляет 50 км, площадь водосборного бассейна — 301 км². Притоком является Корна. На берегах реки расположены деревни Никола, Зыкляево, Черемушки.

## Данные водного реестра
По данным государственного водного реестра России относится к Верхневолжскому бассейновому округу, водохозяйственный участок реки — Кострома от истока до водомерного поста у деревни Исады, речной подбассейн реки — Волга ниже Рыбинского водохранилища до впадения Оки. Речной бассейн реки — (Верхняя) Волга до Куйбышевского водохранилища (без бассейна Оки).
Код объекта в государственном водном реестре — 08010300112110000012762.